# Fritsla
Fritsla est une localité de Suède située dans la commune de Mark du comté de Västra Götaland. Elle couvre une superficie de 3,27 km2. En 2010, elle compte 2 293 habitants.